# Jan Gurri
Jan Gurri Aregay (La Roca del Vallès, 10 de junio de 2002) es un jugador de balonmano español que juega de lateral izquierdo o central en el Sporting CP de la Andebol 1. Es internacional con la selección de balonmano de España.
Debutó con la selección española el 8 de marzo de 2023 en la EHF Euro Cup, un torneo amistoso realizado por la Federación Europea de Balonmano, frente a la selección de balonmano de Suecia. Su primer gran campeonato con la selección absoluta fue el Campeonato Europeo de Balonmano Masculino de 2024.
Logró la medalla de oro con la selección junior en el Campeonato Europeo de Balonmano Masculino Sub-20 de 2022 y la medalla de bronce con la selección juvenil en el Campeonato Europeo de Balonmano Masculino Sub-19 de 2021.

## Palmarés

### Sporting Portugal
- Liga de Portugal de balonmano (1): 2024
- Copa de Portugal de balonmano (1): 2024

## Clubes
| Club          | País     | Año       |
| ------------- | -------- | --------- |
| BM Granollers | España   | 2019-2023 |
| Sporting CP   | Portugal | 2023-Act. |